# Liste der Offshore-Windparks in Dänemark
Die Liste ist nach Gewässern geordnet. Innerhalb der einzelnen Kategorien sind die Windparks zunächst in betriebene, in Bau befindliche und geplante Windparks gegliedert. Anschließend sind die Windparks nach ihrem (geplanten) Fertigstellungsdatum und danach alphabetisch geordnet. Anlagen, die mit einem * gekennzeichnet sind, befinden sich in unmittelbarer Nähe zur Küste und werden daher auch near-shore-Anlagen genannt.
| Name                                          | Leistung (MW) | Windkraftanlagentyp (Leistung, Rotordurchmesser)                                                             | Anzahl WKAs | Koordinaten                                           | Status             | Inbetriebnahme (Jahr) | Quellen, Anmerkungen                                                                         |
| --------------------------------------------- | ------------- | --- | ----------- | ----------------------------------------------------- | ------------------ | --------------------- | -------------------------------------------------------------------------------------------- |
| Nordsee                                       |               | |             |                                                       |                    |                       |                                                                                              |
| Horns Rev (Phase 1)                           | 160           | Vestas V80-2.0 (2,0 MW, 80,0 m)                                                                              | 80          | 55° 31′ 47″ N, 7° 54′ 22″ O                           | in Betrieb         | 2002                  |                                                                                              |
| Rønland *                                     | 17            | 4 × Vestas V80-2.0 (2,0 MW, 80,0 m) 4 × Bonus B82/2300 (2,3 MW, 82,0 m)                                      | 8           | 56° 39′ 43″ N, 8° 13′ 12″ O                           | in Betrieb         | 2003                  |                                                                                              |
| Horns Rev (Phase 2)                           | 209           | Siemens SWT-2.3-93 (2,3 MW, 93,0 m)                                                                          | 91          | 55° 36′ 0″ N, 7° 34′ 55″ O                            | in Betrieb         | 2009                  |                                                                                              |
| Nissum Bredning *                             | 28            | Siemens SWT-7.0-154 (7,0 MW, 154,0 m)                                                                        | 4           | 56° 40′ 8″ N, 8° 14′ 42″ O                            | in Betrieb         | 2018                  |                                                                                              |
| Horns Rev (Phase 3)                           | 406,7         | MHI Vestas V164-8.0 MW (8,3 MW, 164,0 m)                                                                     | 49          | 55° 42′ 7″ N, 7° 41′ 20″ O                            | in Betrieb         | 2019                  |                                                                                              |
| Vesterhav * (Nord und Süd)                    | 344,4         | Siemens Gamesa SG 8.0-167 DD (8,4 MW, 167,0 m)                                                               | 41          | 56° 37′ 19″ N, 8° 3′ 14″ O                            | in Betrieb         | 2024                  |                                                                                              |
| Thor                                          | 1008          | Siemens Gamesa SG 14-236 DD (14,0 MW, 236,0 m)                                                               | 72          | 56° 21′ 29″ N, 7° 41′ 6″ O                            | in Bauvorbereitung | (2027)                | 10. August 2023: endgültige Investitionsentscheidung getroffen                               |
| Ostsee mit Öresund, Großem Belt und Kattegatt |               | |             |                                                       |                    |                       |                                                                                              |
| Vindeby *                                     | 5             | Bonus B35/450 (450 kW, 35,0 m)                                                                               | 11          | 54° 58′ 12″ N, 11° 7′ 48″ O                           | außer Betrieb      | 1991                  | nach 25 Jahren Betrieb 2017 zurückgebaut                                                     |
| Tunø Knob *                                   | 5             | Vestas V39-500 (500 kW, 39,0 m)                                                                              | 10          | 55° 58′ 5″ N, 10° 21′ 18″ O                           | in Betrieb         | 1995                  |                                                                                              |
| Middelgrunden *                               | 40            | Bonus B76/2000 (2,0 MW, 76,0 m)                                                                              | 20          | 55° 41′ 28″ N, 12° 40′ 8″ O                           | in Betrieb         | 2001                  |                                                                                              |
| Frederikshavn *                               | 7,6           | 1 × Vestas V90-3.0 (3,0 MW, 90,0 m) 1 × Bonus B82/2300 (2,3 MW, 82,4 m) 1 × Nordex N90/2300 (2,3 MW, 90,0 m) | 3           | 57° 26′ 35″ N, 10° 33′ 43″ O                          | in Betrieb         | 2002                  |                                                                                              |
| Nysted (Rødsand) (Phase 1)                    | 166           | Siemens SWT-2.3-82 (2,3 MW, 82,0 m)                                                                          | 72          | 54° 32′ 56″ N, 11° 42′ 50″ O                          | in Betrieb         | 2003                  |                                                                                              |
| Samsø *                                       | 23            | Siemens SWT-2.3-82 (2,3 MW, 82,0 m)                                                                          | 10          | 55° 43′ 12″ N, 10° 34′ 59″ O                          | in Betrieb         | 2003                  |                                                                                              |
| Avedøre Holme *                               | 10,8          | Siemens SWT-3.6-120 (3,6 MW, 120,0 m)                                                                        | 3           | 55° 36′ 7″ N, 12° 27′ 40″ O                           | in Betrieb         | 2009                  |                                                                                              |
| Sprogø                                        | 21            | Vestas V90-3.0 (3,0 MW, 90,0 m)                                                                              | 7           | 55° 20′ 35″ N, 10° 57′ 29″ O                          | in Betrieb         | 2009                  |                                                                                              |
| Nysted (Rødsand) (Phase 2)                    | 207           | Siemens SWT-2.3-93 (2,3 MW, 93,0 m)                                                                          | 90          | 54° 33′ 18″ N, 11° 32′ 53″ O                          | in Betrieb         | 2010                  |                                                                                              |
| Anholt                                        | 400           | Siemens SWT-3.6-120 (3,6 MW, 120,0 m)                                                                        | 111         | 56° 36′ 11″ N, 11° 12′ 32″ O                          | in Betrieb         | 2013                  |                                                                                              |
| Kriegers Flak                                 | 604,8         | Siemens Gamesa SG 8.0-167 DD (8,4 MW, 167,0 m)                                                               | 72          | 55° 1′ 34″ N, 12° 56′ 20″ O                           | in Betrieb         | 2021                  | [ 4 ]                                                                                        |
| Frederikshavn * (Demonstrator)                | 45            | Vestas V236-15.0 MW (15,0 MW, 236,0 m)                                                                       | 3           | 57° 27′ 25″ N, 10° 38′ 35″ O                          | in Bauvorbereitung | (2024)                | [ 5 ]                                                                                        |
| In Planung (Dänemark kpl.)                    |               | |             |                                                       |                    |                       |                                                                                              |
| „Energie-Insel“                               | 3.000         | (TBD) (10 GW im Endausbau)                                                                                   | 200         | neu zu errichtende Insel, ca. 80 km nördlich Jütlands | zurückgestellt     | (TBD)                 | Ein Teil der Energie soll direkt in Wasserstoff umgewandelt werden (Power-to-X-Technologie). |